# Llibertat (pel·lícula)
Llibertat (títol original: Freedom) és una pel·lícula franco-lusitano-lituana dirigida per Sharunas Bartas, estrenada el 2000. Ha estat doblada al català.

## Argument
Fugint fins a la costa del Marroc, tres narcos creuen haver salvat les seves vides. L'anomenat "espai buit natural" de Bartas és real: En aquest cas és el desert, on els protagonistes vaguen sense rumb fix
L'un dels homes va a una tenda i en marxa amb del pa que menja en totalitat i recull sobre la platja dels crancs. Dels militars arriben a la tenda. L'home i la dona quedats sols continuen la seva carretera i es refugien a una ruïna. Els militars hi passen però no els hi troben pas. El segon home els agafat i donar-los dels crancs perquè s'alimenten. El primer deixa els crancs escapar-se i copeja l'altre qui s'escapoleixi. Després haver molt de temps caminat, l'home i la dona arriben a un poble. La dona s'hi ret i demanda a quedar-hi. s'ho li rebutja. L'home marca de la compassion revés la dona. Marxen. La dona no arriba més a avançar. L'home s'arrossega cap a l'oceà.
Aquí, com a molts films de Bartas, pràcticament només hi ha plans fixos. Hi ha algun text, però la comunicació no s'estableix pràcticament entre els éssers.

## Repartiment
- Valentinas Masalskis: l'home
- Fatima Ennaflaoui: la filla
- Axel Neumann: l'altre
- Bedda Barraha
- Habib el Kilali
- Ahmed Ennaflaoui
- Zahra Lahmicha
- Moustafa Bouzaid
- Kadidja Boumrir
- Said Chihab
- Bennah Choufir
- Ali Moulahoud

## Premis
- 2000: Venècia: Nominada al Lleó d'Or